# Nicolaaskerk (Hijum)
De Nicolaaskerk is een kerkgebouw in Hijum in de Nederlandse provincie Friesland. De kerk is een rijksmonument en is eigendom van Stichting Alde Fryske Tsjerken.

## Geschiedenis
De kerk was oorspronkelijk gewijd aan Sint Nicolaas. De romaanse tufstenen kerk uit de 12e eeuw staat op een terp (vrijwel geheel afgegraven). De eenbeukige kerk heeft een ingebouwde zadeldaktoren in de vorm van een gereduceerd westwerk. In de toren hangt een door Petrus Overney gegoten klok (1670). Het schip heeft met rondboogfriezen afgesloten spaarvelden tussen de lisenen. In de 15e eeuw werd het (vijfzijdig) gesloten koor vernieuwd. Er is een preekstoel met doophek uit de 17e eeuw. Het orgel uit 1913 is gemaakt door Bakker & Timmenga.

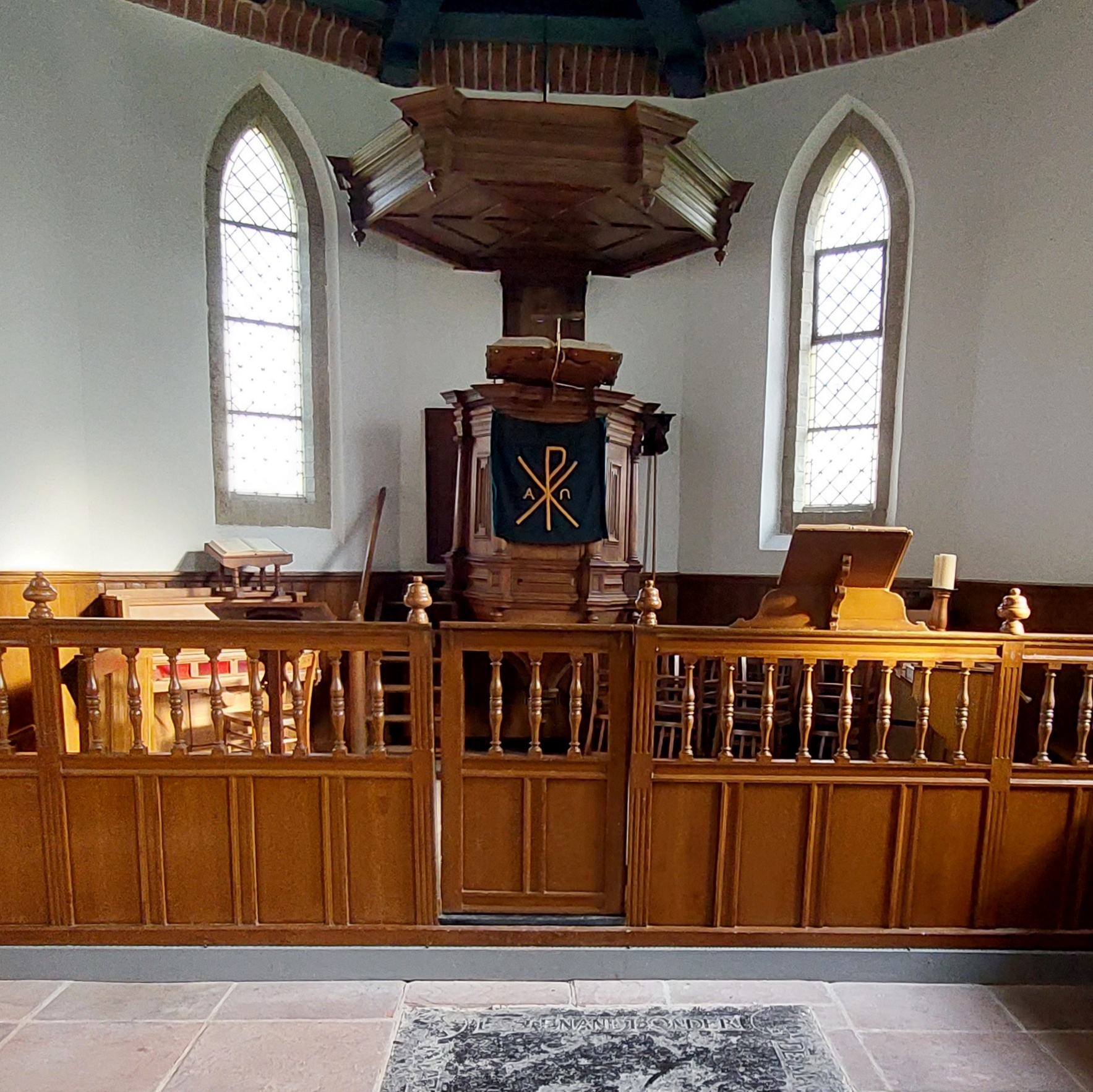
Interieur met preekstoel
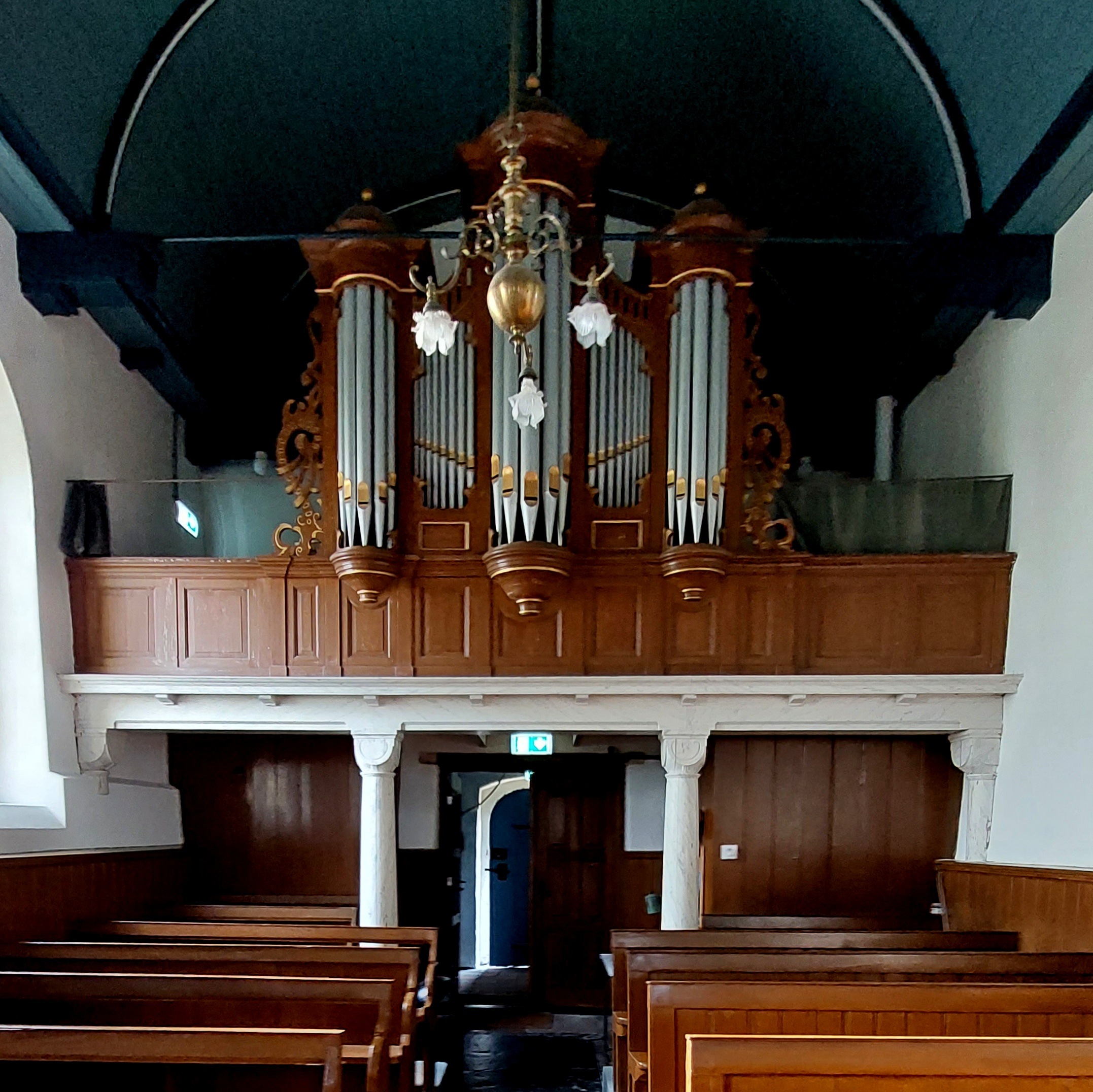
Interieur met orgel
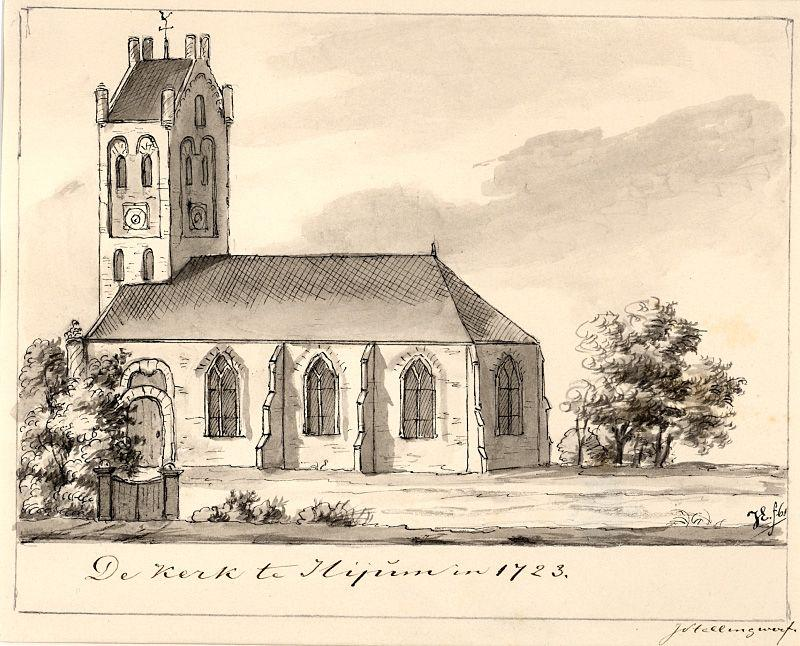
Kerk in 1723 Jacobus Stellingwerff